# Соната
Соната (од итал. sonare, suonare, свирати) или сонатни циклус је музичка композиција коју чине три или четири става. Први став је по правилу сонатни облик, бржи по темпу и јачи по карактеру, док је други став по правилу лаганији и смиренијег је карактера. Последњи став сонатног циклуса по карактеру и темпу наликује првом, а у случају четвороставног сонатног облика трећи став је обично менует или скерцо.
Соната је форма у којој се пишу дела за један или два инструмента — најчешће клавир са још једним инструментом, дела за камерне саставе и симфоније. Форма концерта је такође слична форми сонатног циклуса. Оно на шта треба обратити пажњу је разлика између појмова сонатни циклус, који представља цело музичко дело, и сонатни облик, који представља први став сонатног циклуса.
Сонатни облик развијен је у касном 18. веку у средњој Европи, а темељи се на обимном плану који укључује модулацију или промену кључа, далеко од главног кључа на којем је дело засновано.

## Главни делови сонате

### Експозиција
Излагање почиње с препознатљивом темом у главном (тоник) кључу. Одмах након увођења ова тема се често понавља и то у разним облицима, или уступа место новом материјалу који звучи попут прелазне теме. То кулминира у каденци у новом кључу, обично у доминантном или релативном дуру (у случају сонате у молу). Нови материјал супротног карактера је уведен у овом другом кључу. Мала „codetta” доводи излагање до краја с аутентичном каденцом у кључу из другог другог дела музичког материјала.
Будући да се драма налази у самој основи сонатног облика, има толико варијација на ову основну тему као што постоје варијације на тему у класичној литератури. У  Бетовеновом сонатном облику, на пример, друго подручје је често представљено у недоминантном кључу, а његова „Валдстајн” соната (оп. 53) је један познати пример. Такође, у многим Хајдновим сонатним облицима, попут клавирске сонате у Ес-дуру, подручје у другом кључу садржи тачно исту тему са почетка сонате, али приказане у другом облику. Оно што је битно у експозицији је промена (модулација) у други кључ, јака каденца у том кључу, и супротност у карактеру музике између ова два кључна подручја постигнутих разним средствима. Ова битна разлика између кључа и материјала код сонатног облика је исто што и сукоб у књижевности.

### Развој
Развојни део сонате има тенденцију да је најнестабилнији део при компоновању сонате. Хармонијски музика наставља кроз много различитих кључева, од којих су неки поприлично удаљени. Тематски, ово поглавље такође има тенденцију ка нестабилности: разбијајући материјал представљен у експозицији, те свијајући га у саставне мотиве, а у суштини то је представљање познатог материјала на нове начине.
На крају развојне секције у сонати, хармонијска и тематска нестабилност почиње се нормализовати кроз повратак на главну тему у главном кључу који је већ спреман. То може довести до драматичног доласка (тако типичног код Бетовена), или једноставно попуштањем напетости и њежног преласка на нову тему (карактеристика Мозарта), или завршити са духовитом паузом (врло често код Хајдна).

### Рекапитулација
Овај део сонате следи практично исту структуру као и излагање (експозиција), с главном разликом да је сав материјал из експозиције представљен у главном кључу. То захтева прелазни материјал који ће се преписивати на начин да га спречава од промене у другом кључу, а то је обично главни извор интереса у овом делу сонате који би иначе остао без свог врхунца.

## Историја
Данашње значење појма сонате се усталило у другој половини 18. века, у време бечких класичара. Пре тога је назив соната важио за композицију за гудачке или дувачке инструменте, без обзира на облик, а прве „сонате“ су забележене још око 1600. године.
Соната у свим својим појавним облицима има корене који иду уназад давно пре прве употребе њеног стварног имена. Њени крајњи извори су у коралној полифонији из касне ренесансе (музика има неколико једнаких мелодијских линија, или гласова). То је у то време имало утицаја на оба литургијска и световна извора, заснованих на древном систему тонова или начина грегоријанског певања, и имало је утицаја на средњовековну европску народну музику. Ове две линије су се непрестано испреплитале. Популарне песме, на пример, кориштене су код народних маса и код других верских композиција из 15. до почетка 17. века. Духовни и световних елементи утицали су на развој обе сонате и партите(свите) у време барока.

### Рани развој у Италији
Специфичне музичке процедуре које ће на крају бити обележја сонате почеле су се јасно појављивати у делима венецијанских мајстора с краја 16. века, посебно код Андреје Габриелија (око 1520-1586) и Ђованија Габријелија (1556-1612). Ови композитори су направили инструментална музичка дела у кратким деловима са супротностима у темпу, а то је нацрт који представља почетак поделе на ставке касније сонате. Овај приступ се не налази само у делима под називом „соната”, као што су Ђовани Габријелијева Sonata Pian 'e forte (Мека и гласна соната) из 1597, што је био један од првих радова са наведеним детаљима у инструментацији. Инструменталне фантазије и канцоне су инструментални облик који потиче из шансоне или секуларне француске песме за забаву, а приказује сличан пресек структуре. Као ране сонате, често су биле контрапунктне (тј. компоноване у контрапункту уз испреплитање мелодијских линија у различитим гласовима, или деловима). У овој фази сонате, фантасије и канцоне се често не разликују једна од друге.
У 17. веку жичани инструменти су засенили дувачке инструменте, и одиграли су барем једнако важну улогу у сонатама и канцонама компонованим од оба Габриелија за простране галерије у Марковој катедрали у Венецији. Клаудио Монтеверди (1567-1643) посветио је више  своје енергије на глас него на инструменталну композицију. Развој инструменталног писања и инструменталних музичких облика је прелазио на све више и више виртуозних виолиниста. Један од њих био је Карло Фарина (прославио се 1630), који је провео део живота у служби на двору у Дрездену, а ту је 1626. објавио низ соната. Међутим, главни лик у овој раној школи виолиниста-композитора био је Арканђело Корели (1653-1713), чије ће објављене сонате, с почетка 1681, заокружити италијански рад на развоју сонате до данас.
Осим њиховог утицаја на развој виолинске технике, утицај се огледао и у делима каснијих виолиниста-композитора Ђузепе Торелиja (1658-1709), Антонија Вивалдиja (1678-1741), Франческа Марија Верачинија (1690-1750), Ђузепеа Тартинија (1692-1770), и Пјетра Локателија (1695-1764). Корелијеве сонате су важне због начина на који се појашњава и помаже у дефинисању два правца којим ће се соната развијати. У овом тренутку постојале су соната да чиеса, или црквена соната, и соната да камера, или камерна соната, настале као допунске, али из различитих линија развоја.
Црквена соната обично се састоји од четири ставка у низу: споро-брзо-споро-брзо. Први ставак је обично бржи и тежи да буде у лабавом стилу фуге (користећи контрапункталну мелодичну имитацију), и на тај начин најјасније одражавајући соната корене у фантасији и канцони. Последњи ставак, с друге стране, је једноставнији и лакши, често се разликујући од плесног стила типичног за камерну сонату, само у томе да се њени делови не понављају.
Корелијева важност је колико историјска толико и музичка. Можда је зато након њега следила снажна линија италијанских композитора виолинске музике. Њему се обично даје као главна заслуга развој сонатног стила у касном 17. веку. Међутим, његов несумњиво велики допринос не треба да одврати пажњу од једнако важног посла који је обављен у исто време изван Италије.

### Рани развој изван Италије
У Француској Жан-Батист Лили је имао уносан монопол на краљевском двору и огромну популарност спектакуларних балета користио као дворску забаву, предвођених кроз Франсоу Купрена (1668-1733), усредсређујући се ка мањим плесним облицима који су постојали у балету и дворском друштвеном плесу. Ова усредсређеност је дала Француској школи њену надмоћност кроз извођење и утицај на плесну свиту из 18. века. Французи презаузети са плесном музиком, имали су мало утицаја на развој црквене сонате (sonata da Chiesa). У Немачкој, где је 1619. Михаел Преториус (1571-1621) објавио неке од најранијих соната. То су сонате које су се развиле из првобитно блиског односа са свитом у више амбициозан спој. Како се соната развијала, она укључивала је комбинацију више музичких делова налик на свиту и структуру камерне сонате уз контрапунктску израду и емоционални интензитет италијанског облика црквене сонате.
Један од првих сарадника на овом развоју италијанског утицаја је био аустријски композитор Јохан Хајнрих Шмелзер (1623-1680). У Нирнбергу 1659. он је објавио збирку трио соната за жичане инструменте, следећи 1662. са збирком за мешовити оркестар жичаних инструмената и дувачких инструмената, те 1664. с оним што је можда била прва збирка соната за виолину без пратње. Немачки композитор Јохан Розенмилер (1620-1684) провео је неколико година у Италији, а његова „Sonate da kamera cioè sinfonie” објављена у Венецији 1667. су у суштини плесне композиције. Након 12 година, у Нирнбергу, објавио је низ соната у два, три, четири и пет делова који јасно показује немачки тренд ка апстрактнијој музичкој структури и изражајног контрапункта. Током тог раздобља чак и дела с плесним насловима почела су да губе свој плесни карактер и постају композиције само за слушање.